# Temes Judit
Temes Judit, eredetileg Tuider Judit (Sopron, 1930. október 10. – Budapest, 2013. augusztus 11.) olimpiai bajnok magyar úszó, orvos, sportvezető.

## Sportolói pályafutása
1942-ben egy KISOK-versenyen figyeltek fel rá először. 1945-től az MMUE (Magyar Munkás Úszó Egylet) sportolója volt. Edzője Sárosi Imre volt. Mivel úgy érezte, hogy szakmailag nem kap kellő figyelmet, ezért 1947-ben a BSZKRT-hoz (Budapest Székesfővárosi Közlekedési Részvénytársaság) igazolt. Itt Rajki Béla edzette. Később a Budapesti Előre, 1954-től a Budapesti Haladás versenyzője volt.
1944-től 1956-ig szerepelt a magyar válogatottban. 1947-ben a gyorsváltóval ötödik volt az Európa-bajnokságon. Ugyanitt 100 méter gyorson és 100 méter háton helyezetlen lett. Az 1948. évi londoni olimpián a gyorsváltóval ötödikként ért a célba. 100 méter gyorson nem jutott a döntőbe.
Az 1949-es főiskolai világbajnokságon két, az 1951-esen öt aranyérmet nyert. 1952-ben a Novák Ilona, Temes Judit, Novák Éva, Szőke Katalin összeállítású magyar gyorsváltó tagjaként olimpiai bajnoki címet nyert. 100 méter gyorson harmadik lett. 1954-ben Európa-bajnok volt a gyorsváltóval. 100 méter gyorson ezüstérmet szerzett. Ebben az évben a főiskolai vb-n négy számban végzett az élen. Az 1956. évi melbourne-i olimpián a gyorsváltóval hetedik, 100 méter háton helyezetlen volt. 1950 és 1954 között háromszor volt tagja világcsúcsot úszó magyar váltónak. Az aktív sportolást az 1956. évi olimpia után fejezte be.

### Sporteredményei
- olimpiai bajnok (1952: 4 × 100 m gyorsváltó)
- olimpiai 3. helyezett (1952: 100 m gyors)
- olimpiai 5. helyezett (1948: 4 × 100 m gyorsváltó)
- Európa-bajnok (1954: 4 × 100 m gyorsváltó)
- Európa-bajnoki 2. helyezett (1954: 100 m gyors)
- Európa-bajnoki 5. helyezett (1947: 4 × 100 m gyorsváltó)
- tizenkétszeres főiskolai világbajnok:
  - 1949: 100 m gyors, 100 m hát, 3 × 100 m vegyes váltó
  - 1951: 100 m gyors, 100 m hát, 200 m hát, 4 × 100 m gyorsváltó, 3×100 m vegyes váltó
  - 1954: 100 m gyors, 100 m hát, 4 × 100 m gyorsváltó, 4 × 100 m vegyes váltó
- főiskolai világbajnoki 3. helyezett (1954: 100 m pillangó)
- tizenkétszeres magyar bajnok egyéni versenyszámban
- világcsúcsai:
  - 1950: 3 × 100 m vegyes váltó – 3:41,2 (Novák Ilona, Székely Éva, Temes Judit)
  - 1952: 4 × 100 m gyorsváltó – 4:24,4 (Novák Ilona, Temes Judit, Novák Éva, Szőke Katalin)
  - 1954: 4 × 100 m vegyes váltó – (Temes Judit, Killermann Klára, Littomeritzky Mária, Szőke Katalin)

### Rekordjai

#### 100 m gyors
- 1:08,3 (1948. július 30., London) magyar csúcs
- 1:08,2 (1949. július 2., Budapest) magyar csúcs
- 1:07,6 (1949. július 9., Budapest) magyar csúcs
- 1:06,2 (1949. augusztus 18., Budapest) magyar csúcs
- 1:05,5 (1952. július 26., Helsinki) magyar csúcs

#### 200 m hát
- 2:51,0 (1947. június 29., Budapest) magyar csúcs
- 2:49,0 (1949. december 22., Budapest) magyar csúcs (33 m)

#### 4 × 100 m gyorsváltó
- 4:24,4 (1952. augusztus 2., Helsinki) (Novák Ilona, Temes Judit, Novák Éva, Szőke Katalin) világcsúcs

#### 3 × 100 m vegyes váltó
- 3:41,2 (1950. október 4., Budapest) (Novák Ilona, Székely Éva, Temes Judit) világcsúcs

#### 4 × 100 m vegyes váltó
- 5:07,8 (1954. augusztus 3., Budapest) (Temes Judit, Killermann Klára, Littomeritzky Mária, Szőke Katalin) világcsúcs

## Orvosi és sportvezetői pályafutása
1955-ben a Budapesti Orvostudományi Egyetemen -'summa cum laude' orvosi diplomát szerzett. Az egyetem kórbonctani és rákkutató intézete, majd az Országos Idegsebészeti Tudományos Intézet, később a László Kórház munkatársa lett. 1980-tól 1994-ig a Korányi Kórház, illetve a Szent Erzsébet Kórház osztályvezető főorvosa volt. 1975-ben a Marxizmus–Leninizmus Esti Egyetemen filozófiatanári, 2000-ben az Eötvös Loránd Tudományegyetemen jogi diplomát is szerzett.
1961-től Magyar Olimpiai Bizottság (MOB), 1973-tól a Magyar Úszó Szövetség elnökségének tagja, 1977-től az Európai Úszószövetség (LEN) technikai bizottságának magyarországi képviselője, egy időben alelnöke. 1989-től a MOB orvosi bizottságának tagja. Versenybíróként részt vett a szöuli olimpián. 1990-ben a Magyar Úszó Szövetség alelnöke lett. A Galilei Társaság elnöke volt.
2010-ben megjelent a Nílusi ballada a főpapról és a szajháról című könyve. A Magyar-Egyiptomi Baráti Társaság tagja volt.

## Díjai, elismerései
- Magyar Köztársasági Sportérdemérem arany fokozat (1949)[1]
- Magyar Népköztársasági Sportérdemérem ezüst fokozat (1951)[2]
- A Magyar Népköztársaság kiváló sportolója (1951)[3]
- A Magyar Népköztársaság Érdemes Sportolója (1955)[4]
- A Magyar Népköztársaság Kiváló Sportolója (1955)[5]
- A Magyar Köztársaság sportdíja (1994)
- A Magyar Köztársasági Érdemrend tisztikeresztje (2010)